# رئيس اليمن
رئيس الجمهورية اليمنية هو رئيس الدولة والقائد الأعلى للقوات المسلحة والأمن، ويتم انتخابه وفقا للدستور، ويكون لرئيس الجمهورية نائباً يعينه الرئيس.
يتم انتخاب رئيس الجمهورية من الشعب في انتخابات تنافسية، ويعتبر رئيساً للجمهورية من يحصل على الأغلبية المطلقة للذين شاركوا في الانتخابات، وإذا لم يحصل أي من المرشحين على هذه الأغلبية تعاد الانتخاب بنفس الإجراءات السابقة للمرشحين الذين حصلا على أكثر عدد من أصوات الناخبين الذين أدلوا بأصواتهم.
يعمل رئيس الجمهورية على تجسيد إرادة الشعب واحترام الدستور والقانون وحماية الوحدة الوطنية ومبادئ وأهداف الثورة اليمنية، والالتزام بالتداول السلمي للسلطة، والإشراف على المهام السيادية المتعلقة بالدفاع عن الجمهورية، وتلك المرتبطة بالسياسة الخارجية للدولة، ويمارس صلاحياته على الوجه المبين في الدستور.
مدة رئيس الجمهورية سبع سنوات شمسية تبدأ من تاريخ أداه اليمين الدستورية ولا يجوز لأي شخص تولي منصب الرئيس لأكثر من دورتين مدة كل دورة سبع سنوات فقط.

## مقدمة
أصبح علي عبد الله صالح رئيساً لما يسمى بالجمهورية العربية اليمنية عام 1978. ولفترة طويلة بقي مركز صالح في اليمن بلا منازع بشكل أو بآخر. وكأحد رجال القبائل الشمالية، تلقى صالح دعماً من القبائل الشمالية والوسطى، كما من الطبقة البورجوازية الحضرية. كانت قاعدة صالح الأقوى هي الجيش اليمني، فقد نشأ منه كضابط (برتبة عقيد) ليصبح رئيساً عام 1978. في البداية، تمتع صالح بدعم شعبي واسع في جميع أنحاء البلاد، مع أنه كان دائماً أقل شعبية في الشطر الجنوبي منه في وسط وشمال البلاد. ومن الخارج، بدا اليمن شبيهاً بالنمط الديمقراطي الغربي. ولكن في الواقع كان توزيع القوى والثروات من خلال نظام معقد وغير شفاف قائم على إدراج قدر كبير من «النخب» قدر الإمكان.
تم انتخاب الرئيس صالح مرتين، 1999 و2006، وفي كلا المرتين بأغلبية ساحقة (97% و 78% على التوالي). بعد انتخابات عام 1999، أقر مجلس النواب اليمني قانوناً بتمديد فترة الولاية الرئاسية من خمس سنوات إلى سبع سنوات. وفي انتخابات عام 2006، انضم حزب المعارضة الأساسي، التجمع اليمني للإصلاح، إلى المعارضة الموحدة في دعم مرشح بديل، والذي حصل بالتالي على حوالي ربع الأصوات. وخلال فترة ولايته الأخيرة كرئيس، اتهمته المعارضة عدة مرات بترشيح نفسه لفترة رئاسية رابعة لسبع سنوات، الأمر الذي يتطلب تعديل الدستور. أنكر صالح هذه الاتهامات مراراً كما الادعاءات بأنه كان يهيئ ابنه أحمد علي عبد الله صالح خلفاً له (والذي سيصبح في الأربعين من العمر عام 2013؛ السن الذي يحدده الدستور للرئيس).

## أحداث منذ (2014 - حتى الآن)
عزل هادي من منصبة بعد سيطرة مليشات الحوثيين على صنعاء ومحاصرة القصر الرئاسي في 20 يناير 2015، وقدم هادي استقالته في 22 يناير إلى مجلس النواب، بعد استقاله الحكومة برئاسة خالد بحاح، ولم يعقد البرلمان جلسة لقبول الاستقالة أو رفضها، وأعلن الحوثيون عن إعلان «دستوري» قضى بحل البرلمان وبتولي اللجنة الثورية برئاسة محمد علي الحوثي، رئاسة البلاد. وظل هادي قيد الإقامة الجبرية التي فرضها مسلحون حوثيون منذ استقالته إلى أن فر من صنعاء متجهاً إلى عدن في 21 فبراير 2015، وأعلن منها بياناً ختمه بتوقيع «رئيس الجمهورية»، قال فيه «أن جميع القرارات التي أتخذت من 21 سبتمبر باطلة ولا شرعية لها»، وهو تاريخ احتلال صنعاء من قبل ميليشيات الحوثيين. ودعى هادي لانعقاد اجتماع الهيئة الوطنية للحوار في عدن أو تعز حتى خروج المليشيات من صنعاء.« وقال هادي إنه ملتزم بالخطة الانتقالية التي وضعت في 2012، وأضاف هادي في البيان "ندعو إلى رفع الإقامة الجبرية عن رئيس الوزراء وكل رجالات الدولة ونطالب المجتمع الدولي باتخاذ الإجراءات لحماية العملية السياسية ورفض الانقلاب.»
في 7 أبريل 2022، أعلن الرئيس هادي عن نقل صلاحياته الرئاسية وصلاحيات نائبه إلى مجلس قيادة رئاسي من 8 أعضاء برئاسة الدكتور رشاد محمد العليمي. 

## قائمة رؤساءالجمهورية اليمنية(1990 - حتى الآن)
| #                         | الاسم              | الصورة            | بداية الحكم       | نهاية الحكم       | الحزب السياسي        |
| رئيس مجلس الرئاسة         | رئيس مجلس الرئاسة  | رئيس مجلس الرئاسة | رئيس مجلس الرئاسة | رئيس مجلس الرئاسة | رئيس مجلس الرئاسة    |
| ------------------------- | ------------------ | ----------------- | ----------------- | ----------------- | -------------------- |
| 1                         | علي عبد الله صالح  |                   | 22 مايو 1990      | 1 أكتوبر 1994     | المؤتمر الشعبي العام |
| رئيس الجمهورية اليمنية    |                    |                   |                   |                   |                      |
| (1)                       | علي عبد الله صالح  |                   | 1 أكتوبر 1994     | 25 فبراير 2012    | المؤتمر الشعبي العام |
| 2                         | عبد ربه منصور هادي |                   | 25 فبراير 2012    | 7 أبريل 2022      | المؤتمر الشعبي العام |
| رئيس مجلس القيادة الرئاسي |                    |                   |                   |                   |                      |
| 3                         | رشاد محمد العليمي  |                   | 7 أبريل 2022      | حتى الآن          | المؤتمر الشعبي العام |
| 1.                        |                    |                   |                   |                   |                      |

### حكومات الإنقلاب في صنعاء
| #                                          | الاسم                               | الصورة                              | بداية الحكم                         | نهاية الحكم                         | الحزب السياسي                       |
| رئيس اللجنة الثورية (غير معترف بها)        | رئيس اللجنة الثورية (غير معترف بها) | رئيس اللجنة الثورية (غير معترف بها) | رئيس اللجنة الثورية (غير معترف بها) | رئيس اللجنة الثورية (غير معترف بها) | رئيس اللجنة الثورية (غير معترف بها) |
| ------------------------------------------ | ----------------------------------- | ----------------------------------- | ----------------------------------- | ----------------------------------- | ----------------------------------- |
| -                                          | محمد علي الحوثي                     |                                     | 6 فبراير 2015                       | 14 أغسطس 2016                       | أنصار الله (الحوثيون)               |
| رئيس المجلس السياسي الأعلى (غير معترف بها) |                                     |                                     |                                     |                                     |                                     |
| 1                                          | صالح علي الصماد                     |                                     | 14 أغسطس 2016                       | 19 أبريل 2018                       | أنصار الله (الحوثيون)               |
| 2                                          | مهدي محمد المشاط                    |                                     | 25 أبريل 2018                       | مستمر                               | أنصار الله (الحوثيون)               |

## آخر انتخابات

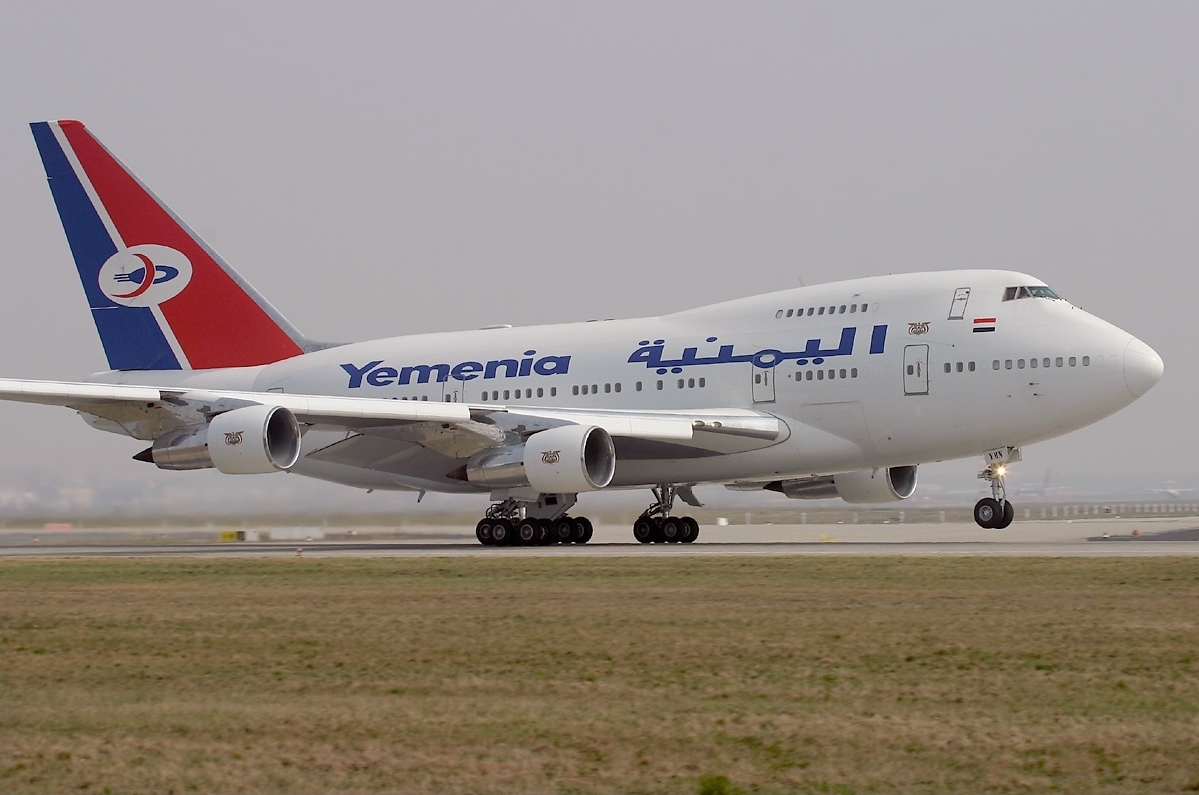
الطائرة الرئاسية بوينغ 747 أس بي

| المرشحين                                  | الأصوات    | %      |
| ----------------------------------------- | ---------- | ------ |
| عبد ربه منصور هادي - المؤتمر الشعبي العام | 6,621,921  | 99.80  |
| مجموع الأصوات (حضور 65.2%)                | 6,635,192  | 100.00 |
| سجل الناخبين                              | 10,243,364 |        |
| المصدر:Le Figaro (عن مصدر حكومي)          |            |        |

## صلاحيات واختصاصات رئيس الجمهورية
يتولى رئيس الجمهورية مجموعة من الاختصاصات والمهام ويمارس العديد من الصلاحيات في عدد من المجالات التالية :
- في المجال السياسي والإداري : يضع الرئيس السياسة العامة للدولة بالاشتراك مع الحكومة اليمنية، ويكلف من يشكل الحكومة ويصدر قراراً بتسمية أعضائها ويعين ويعزل كبار موظفي الدولة من المدنيين والعسكريين ويدعو إلى الاستفتاء العام.
- في المجال التشريعي : يدعو الرئيس الناخبين إلى انتخاب مجلس النواب ويدعو المجلس لعقد أول اجتماع له ويصدر قرارات بقوانين أثناء إجازات مجلس النواب، وللرئيس «حق التصديق» ومعنى ذلك موافقته على القوانين التي يرفعها مجلس النواب إليه، وللرئيس حق إصدار القوانين والإشراف على تنفيذها، وله حق الاعتراض على مشاريع القوانين وطلب إعادة النظر فيها، وللرئيس حق حل مجلس النواب وإجراء استفتاء شعبي حول الأسباب التي يبنى عليها الحل.
- في المجال الدولي : يقوم الرئيس بالمصادقة على الاتفاقيات التي لا تحتاج إلى موافقة مجلس النواب بعد موافقة مجلس الوزراء ويُصدر قرارات بالمصادقة على الاتفاقيات والمعاهدات التي يوافق عليها مجلس النواب.
- في مجال القوات المسلحة : يعتبر الرئيس مسئولاً عن الحفاظ على سلامة واستقلال البلاد ووحدة أراضيها. فهو القائد الأعلى للقوات المسلحة اليمنية، يسمي الرئيس أعضاء مجلس الدفاع الوطني وينشيء الرتب العسكرية ويمنح النياشين والأوسمة.
- في السلطات الاستثنائية : في حالة تعرض البلاد للأخطار التي قد تهدد أمنها وسلامتها يحق للرئيس أن يعلن حالة الطوارئ بقرار جمهوري ويجب دعوة مجلس النواب لعرض هذا الإعلان عليه خلال السبعة الأيام التالية لإعلانه. وفي كل الأحوال لا تعلن حالة الطوارئ إلا لأسباب هامة منها قيام الحرب والفتنة الداخلية والكوارث الطبيعية.
- في مجال القضاء : يعين الرئيس أعضاء المحكمة العليا للجمهورية بناءً على ترشيح الجهة المختصة، كما أنه لا ينفذ حكم الإعدام إلا بعد التصديق عليه من الرئيس. كما أن للرئيس الحق بالعفو إذا رأى أن مصلحة وأمن واستقرار البلاد تتطلب ذلك العفو.
- لا يجوز للرئيس أثناء مدة رئاسته أن يزاول ولو بطريقة غير مباشرة مهنة حرة أو عملاً تجارياً أو مالياً أو صناعياً، ولا يجوز له أن يشتري أو يستأجر شيئا من أموال الدولة ولو بطريقة المزاد العلني أو أن يؤجرها أو يبيعها شيئاً من أمواله أو يقايضها عليه، ولا يجوز له أن يتقاضي مرتبات أو مكافئات غير مرتبات ومخصصات رئيس الجمهورية.
- لا يسأل الرئيس ولا يتم التعرض له الا في حالة اتهامه بالخيانة العظمى أو خرق الدستور، وتتحمل الحكومة المسئولية السياسية بصفتها السلطة التنفيذية بجانب الرئيس.

### اليمين الدستورية
يوجب الدستور أن يؤدي الرئيس أمام مجلس النواب اليمين الدستورية قبل أن يباشر مهام منصبه، نص القسم وهو : (أقسم بالله العظيم أن أكون متمسكاً بكتاب الله وسنة رسوله، وأن أحافظ مخلصاً على النظام الجمهوري وأن أحترم الدستور والقانون، وأن أرعى مصالح الشعب وحرياته رعاية كاملة، وأن أحافظ على وحدة الوطن واستقلاله وسلامة أراضيه).

## الترشح لمنصب الرئيس
يشترط في المرشح لمنصب رئيس الجمهورية ألا يقل عمره عن أربعين سنة ومن والدين يمنيين وأن يكون متمتعاً بحقوقه السياسية والمدنية وأن يكون مستقيم الأخلاق والسلوك محافظاً على الشعائر الإسلامية وأن لا يكون قد صدر ضده حكم قضائي في قضية مخلة بالشرف أو الأمانة ما لم يكن قد رد إليه اعتباره وأن لا يكون متزوجاً من أجنبية وألا يتزوج أثناء مدة ولايته من أجنبية.
يتم ترشيح وانتخاب رئيس الجمهورية وفقا لنص المادة 108 من دستور الجمهورية التي تنص على ان تقدم الترشيحات إلى رئيس مجلس النواب، ويتم فحص الترشيحات والتأكد من انطباق الشروط عليهم وتعرض أسماء من تنطبق عليهم الشروط على أعضاء مجلس النواب ومجلس الشورى للتزكية ومن يحصل على تزكية 5% من الأعضاء يعتبر مرشحاً للمنصب.
يعتبر رئيساً للجمهورية من يحصل على الأغلبية المطلقة للذين شاركوا في الانتخابات، وإذا لم يحصل أي من المرشحين على هذه الأغلبية تعاد الانتخاب بنفس الإجراءات السابقة للمرشحين الذين حصلا على أكثر عدد من أصوات الناخبين الذين أدلوا بأصواتهم.